# おかん (凪原ナツの漫画)
『おかん』は、凪原ナツのギャグ漫画作品。『プレコミックブンブン』（ポプラ社）において2004年1月号（創刊号）から2007年7月号まで連載されていた。
もともとは『月刊コミックブレイド』（マッグガーデン）編集部主催の『日韓合同マッグガーデンコミック大賞』ギャグ部門佳作受賞作品。『プレコミックブンブン』創刊当時、ポプラ社とマッグガーデンが編集業務で提携しており『プレコミックブンブン』の読者層にふさわしい作品との判断により『ブンブン』で連載されることになったものである。

## あらすじ
ある日鐘堂家の長男・鐘堂空は、動物を拾う癖を持つ弟の鐘堂海が押し入れに何かを隠すのを見る。それは天国に行ったはずの母のおかん。しかも何故か人面魚の姿で帰ってきたのだった・・・。

## 登場人物

### 鐘堂家
主人公たちの家であり、古くから伝わる神社でもある。一度、（風鈴の撒いた石油とおとんのハゲ頭のせいで）大火事に遭って全焼したことがあり、その頃鐘堂一家は横山邸に下宿させてもらっていた。（その後、横山家の財力により再建した）
おかん / 鐘堂 露（かねどう つゆ）
死後に天国に行ったが、何故か人面魚の姿で帰ってきた。高校生のころは美少女だったらしく、空が熱を出して寝込んでいた時の回想でも空によく似た顔立ちの美女として描写されている。ちなみにおとんとはお見合い結婚である。目玉焼きにかける物は醤油派。
魚ではあるが、自在に空を飛んだりヒレで物を掴んだりすることもできる。
鐘堂 空（かねどう そら）
鐘堂家長男。主にツッコミ役。彼を主人公とする見方もある（ドラえもん形式）強がってはいるが、実はさみしがり屋。おかんに反抗しながら本当はおかんが大好き。おとんをいじめるのが趣味。弟とは反対に、かなりの料理上手。髪の色はスカイブルー。ヒーロー番組「ダメンジャー」、カードゲーム「動物キング」の大ファン。キライな食べ物はにんじん。目玉焼きにかける物はソース派。
鐘堂 海（かねどう うみ）
鐘堂家次男。蟹座。好物はチョコレート。かわいいものと動物が好きで、初期は猫（本当は虎の赤ちゃん）を拾って育てるなど優しい性格だったが、連載が進むにつれてダークな裏人格が目立つようになる。
怒らせると非常に恐ろしく、そのためテンテンをはじめとする家族全員に恐れられている。だが、基本的にはテンテンをかわいがっている。本気で怒った際には、羽子板で羽根を超音速で吹っ飛ばし、地球を一周させたこともある。おかんの母の日のプレゼントとして人食い花「パウリンコ」を取ってきた（第二巻より）。
毎年バレンタインデー（要するに2月号）になると机の上は天井までチョコが積まれるほどモテている。料理の腕前は壊滅的だが、その人気故にホワイトデーの贈り物は好評である。ルシルから女の子と間違えられたこともある。テレビ番組「魔女っ子マフィン」のファン。目玉焼きにかける物は生チョコレート派。
おとん（本名不明）
鐘堂家の大黒柱。高校生の頃は美男子だった。初期の頃はてっぺんに一本毛があったが、動物園から脱走したトラのポチに抜かれたため、現在はつるつるした頭。育毛剤を何種類も試しているが生えた例がない。息子の空にいじめられている。父親も祖父も、晩年には髪が一本も残っておらず、その遺影を見て海が将来を心配していた。味音痴で、目玉焼きにはからしやわさびをかけて食べる（このことが判明したとき、おかんは本気で離婚を考えた）。
高校生のころからメガネをかけているが、最近ではこのメガネにロケットランチャーを仕込んでおり、自宅を半壊させたこともある。
テンテン
喋れるパンダ。天国からのエージェント。もともと、既に死んだおかん（露）を天国に連れ戻すために遣わされたのだが、任務に失敗してそのまま鐘堂家に居座っている。
なお、おかんの魂を天界へ持ち帰ろうとしたときに海に恐怖を植えつけられ、以来海に逆らえないでいる。パウリンコには時々かじりつかれるが、心の底ではパウリンコのことを「ぱう」と呼び気に入っている。
パウリンコ
海が母の日のプレゼントに取ってきた人食い花。凶暴であり、おかんはもちろん、テンテンや空、プレミアカードまで食べる始末。だが一応扱いは観葉植物。
驚異的な生命力を持ち、一時蛍にチョコレートの原料にされるも、それを食べたルシルに寄生。おかんの必殺技「オカン・キャノン」を食らい焼け落ちても、種子となって再生した。

### 横山家
子供のおもちゃに爆弾や戦車を用意し、イースター島のモアイ像を一個買い取れるほどの桁外れな大富豪一家。両親は登場しておらず、海外（おそらくアメリカ）に住んでいるものと思われる。
横山 ルシル（よこやま ルシル）
空の同級生。大金持ちのおぼっちゃま。算数のテストで32点を取るなど、案外バカキャラ。空曰く「ハゲ」。ナルシストなためみんなの嫌われ者（本人は気づいていない）。空を勝手にライバル視しており、連戦連敗している（一度だけテストの点数で勝ったことはあるが、ヤマカンであり実力勝負ではなかった）。
実はさみしがり屋で、サンタに欲しいものを聞かれた時には「パパやママと一緒にクリスマスを過ごしたい」と答えている。
横山 ルナ（よこやま ルナ）
ルシルの妹。金髪縦ロールを二つに結んだツインテールの少女。
ドSであり、ルシルを雨の中車の上に十字架に磔にするなど、「ラッキーナイトカスタードくん」のチョコ・パ・姫のお仕置き並（もしくはそれ以上）の罰を行う。（兄の負け癖に終止符を打つという口実で）
元々はアメリカに住んでいたが、テレビで目にした王子様（侍）を探すために日本に行った。そのため最初は空を「鐘堂空」と呼び、おかんを妖怪と呼んで恐れるなど敵視していたが、様々な出来事を経て空にベタ惚れして以降、「空様」と呼んで慕っている。学校では海と同じクラス。
身体能力は極めて高く、はねつきの羽根で巨木を3本まとめてへし折ることすら可能。
風鈴（ふうりん）
テンテンと同じ天国から来た優秀なエージェント。テンテンの後輩。
下界ではレッサーパンダの姿だが、天国にいるときは人間の姿に変わる。横山家の財力があるため、やることなすこと全てが破天荒。ルシルの家に居候しており、しっぽにはたくさんの武器が収納されている。
執事（しつじ）
横山家に仕える執事。登場初期はルシルがどんなことをされても顔色ひとつ変えずさりげなく台詞を言っていたが、現在はおもいっきりツッコむ一面も。

### その他
犬神 蛍（いぬがみ ほたる）
空の同級生。「地獄少女」の閻魔あいと容姿が酷似した黒髪ロングの少女。無口でダークな性格から周囲に馴染まないために虐められていたが、現在は誤解も解けた。空に好意を持っている。
家は納豆屋で、包み方は昔風。趣味で大量の藁人形を所持しているが、見た目が似ているためか、藁包みの納豆と藁人形を間違えることがある。
せわし君
蛍がいつも持っている藁人形。喋れる。
麗 静（うるわし しずか）
第四話で（元の担任が産休になったため）初登場した、ちょっとオカマっぽい空の担任。名前からは想像できないが、猛烈に筋骨隆々とした体格。バレンタインデー（2月号）では毎年必ず男子生徒にチョコレートを配っている。
ネイルアートが得意で、その腕前は中々なため、女子生徒から高い人気を得ている。おかんと仲がよく、ネイルヒレアートをしたり、意気投合したりする。
ポチ
動物園から脱走した、子供のトラ。鐘堂海に拾われるが、おかんに襲い掛かりそうになる、おとんの頭髪を切断するなどのいたずらを働き、最後は再び連れ戻される。のちに成獣となった姿で再登場する。
先輩
天国保守協会(THK)の一員で、テンテンの上司にあたる人物。天国の犯罪者を取り締まるのが仕事で、法律を破って現世に還った鐘堂露を連れ戻すためにテンテンを派遣した。
サンタ
2004年・2005年の12月号に登場する。横山邸の庭で迷子になったり、彼の願いに応えてお母さんのコスプレをしてあげたり（ルシルからは嫌がられた）、自分の存在を知られないように鐘堂家に催眠ガスをばらまいたりするなど、あんがいムチャクチャなキャラ。
トナカイ
サンタの相方的存在。空からは鹿と呼ばれる。
魔女っ子マフィン
海と閻魔の好きな子供向け番組の主人公。パンツの柄はいちご。ライバルの名前はパイ。「悪の組織をぶっつぶす」内容らしい。ちなみに最終奥義は「スティックで殴る」。
ミレイ
「魔女っ子マフィン」のマフィン役を演じる女の子。マフィン代役候補に選ばれた鐘堂海とクイズ対決、ケーキ大食い対決を繰り広げた。
閻魔 優（えんま ゆう）
天国保守協会(THK)の総裁。「魔女っ子マフィン」のファン。案外優しい。

## 書籍
- 凪原ナツ『おかん』（ポプラ社、ブンブンコミックス）
  - １巻 2005年4月09日 ISBN 978-4-591-08562-2
  - ２巻 2006年7月10日 ISBN 978-4-591-09350-4